# Ceolwald di Mercia
Ceolwald (... – VIII secolo) sarebbe stato re di Mercia attorno al 716.
Ceolred di Mercia, nipote di Penda morì nel 716. La maggior parte degli elenchi dei re di Mercia riportano come suo successore Aethelbald, mentre una versione delle liste della cattedrale di Worcester cita come successore Ceolwald.
Dalla somiglianza del nome si pensa che Ceolwald sia stato il fratello di Ceolred e quindi l'ultimo dei successori diretti di Penda ad aver regnato sulla Mercia. In ogni caso Ceolwald può aver regnato per un tempo molto breve dato che Aethelbald divenne re nello stesso anno della morte di Ceolred.